# Schnellert (Waldschutzgebiet)
Der Schnellert ist ein Naturwaldreservat (französisch Réserve forestière intégrale) im Luxemburger Kanton Echternach.
Der Waldschutzgebiet mit einer Fläche von 145 Hektar erstreckt sich zwischen Berdorf und Müllerthal in der Kleinen Luxemburger Schweiz und somit auch im Deutsch-Luxemburgischen Naturpark. Im Waldgebiet befindet sich der gleichnamige Pseudodolmen.